# Casciano (Murlo)
Casciano ist ein Ortsteil (Fraktion, italienisch frazione) der Gemeinde Murlo in der Provinz Siena, Region Toskana in Italien.

## Geografie
Casciano, auch Casciano di Murlo, Casciano di Vescovado oder früher Casciano delle Donne genannt, liegt ca. 5 Kilometer westlich des Hauptortes Murlo (bzw. Vescovado) und ca. 15 Kilometer südlich der Provinzhauptstadt Siena im Tal des Merse (Val di Merse). Der Ort liegt im Erzbistum Siena-Colle di Val d’Elsa-Montalcino. Casciano ist der bevölkerungsreichste Ortsteil der Gemeinde Murlo und liegt bei 452 Metern und hatte 2001 etwa 650 Einwohner. 2017 waren es 922 Einwohner. Nächstgelegene Orte sind Grotti und Ville di Corsano (Gemeinde Monteroni d’Arbia, ca. 5 Kilometer nördlich) und San Lorenzo a Merse (Gemeinde Monticiano, ca. 5 Kilometer westlich).

## Geschichte
Erstmals erwähnt wurde der Ort 1189 in einem Dokument von Papst Clemens III., der dem Bischof von Siena, Bono (Bischof von Siena 1189–1216), die Herrschaft über die Kirchengebäude der Gegend bestätigte. Später entwickelte sich der Ort zum zweiten Hauptort der Gemeinde Murlo.

## Sehenswürdigkeiten

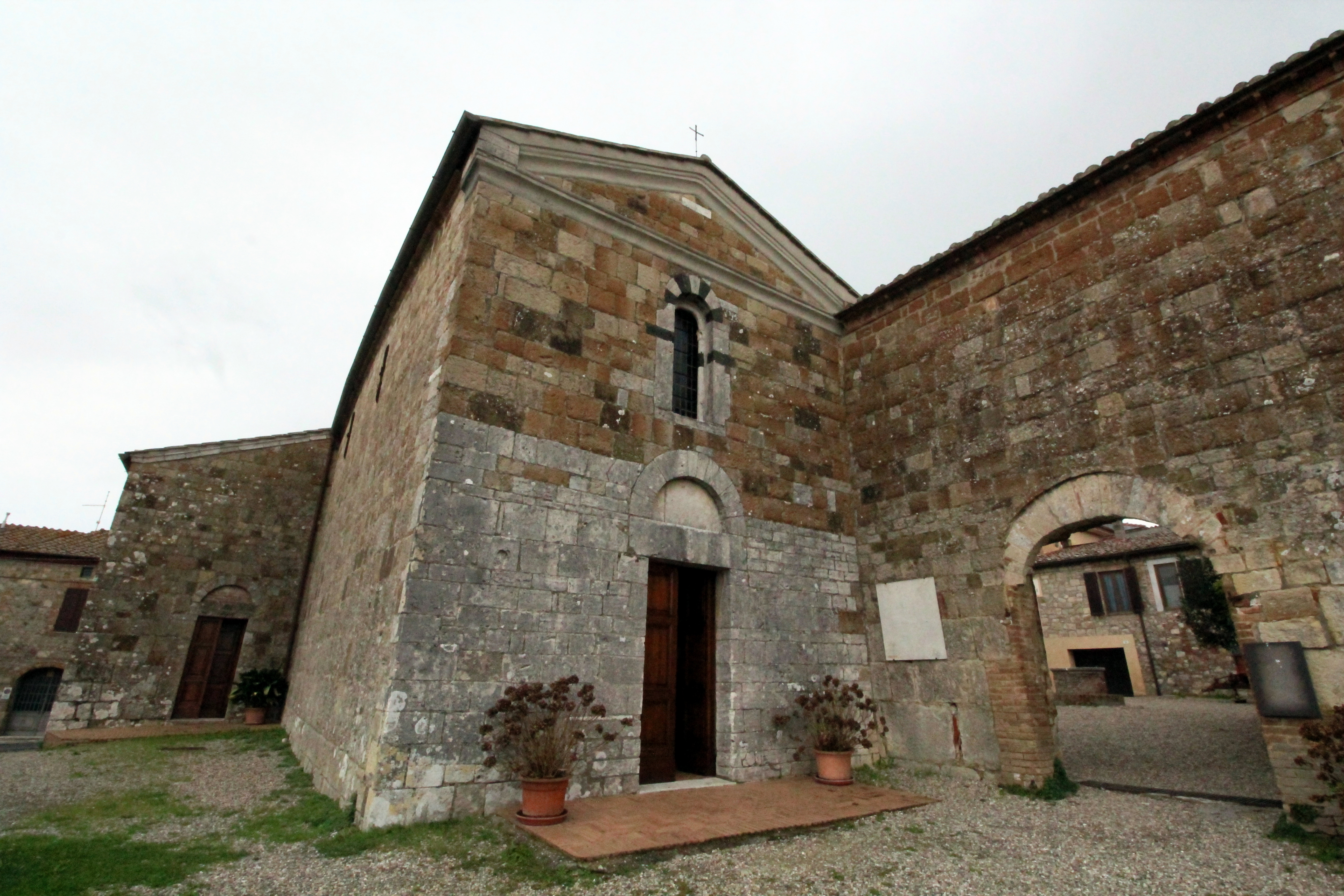
Die Kirche Santi Giusto e Clemente im Ortskern

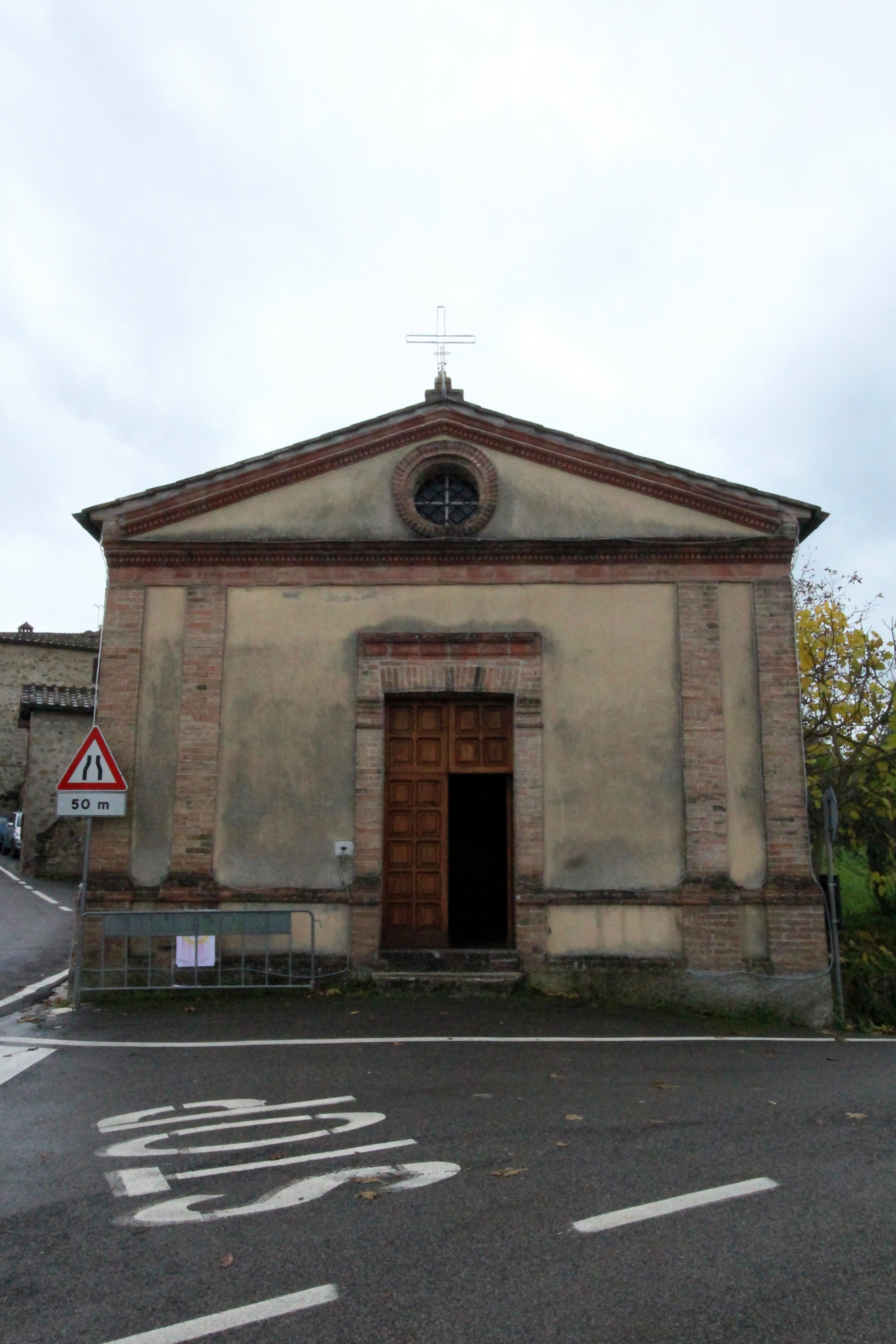
Die Kirche Santa Maria a Piantasala (Cappella della Tagliata) kurz außerhalb des Ortskerns

- Santi Giusto e Clemente, Kirche und Pieve[5] im Ortskern. War im 12. Jahrhundert zuerst ein Kloster für Frauen, dann wurde der Titel auf die im 13. Jahrhundert entstandene Kirche übertragen. Zu dieser Zeit unterstand die Kirche der Kirche in Doccia (Chiesa di Doccia). 1344 wurde die Kirche restauriert und erweitert. Das Kloster wurde 1463 aufgegeben und die Güter gingen an die Pieve über. Das Kirchengebäude wurde 1525 restauriert und mit einem Pfarrhaus ausgestattet. Der Chor enthält das aus Santa Maria a Piantasala hier her gebrachte Fresko Madonna e i Santi Fabiano, Nicola da Bari, Rocco e Sebastiano (1515 datiert) von Andrea di Niccolò. Letztmals wurde die Kirche 1996 restauriert.[6]
- Santa Maria a Piantasala, auch Cappella della Tagliata genannt, Kapelle kurz außerhalb von Casciano.[6] Entstand 1514/1515.[7]

## Verkehr
- Der Ort liegt rund 4 Kilometer entfernt von der Anschlussstelle Fontazzi/Casciano an der Strada Statale 223 di Paganico.